# SimsVille
SimsVille – anulowana komputerowa gra symulacyjna, której produkcją zajmowało się studio Maxis. Tytuł miał być połączeniem serii The Sims oraz SimCity. Gra miała oferować unikalne podejście do zarządzania miastem, w którym główną rolę odgrywałyby codzienne życie i potrzeby simów. Prace nad grą zostały wstrzymane we wrześniu 2001 roku.

## Rozgrywka
Rozgrywka w SimsVille miała polegać na zarządzaniu miasteczkiem zamieszkanym przez simów, którzy w odróżnieniu od SimCity, byli kluczowym elementem funkcjonowania miasta. Gracz, podobnie jak w The Sims, miał odpowiadać za potrzeby mieszkańców, takie jak energia, rozrywka, środowisko, życie społeczne i głód, a ich zadowolenie wpływałoby na rozwój miasteczka. Simowie mieli codziennie funkcjonować w mieście, przemieszczając się między budynkami, a każdy miał mieć swoje unikalne potrzeby, które również wpływały na charakter miasta.
Gra oferowała trzy główne tryby: 
- Tryb Budowy umożliwiający wznoszenie budynków i infrastruktury)[2][3][4].
- Tryb Kupowania umożliwiający dodawanie przedmiotów wpływających na potrzeby Simów[2][3][4].
- Tryb Życia, w którym gracz mógł obserwować codzienne interakcje simów. Miasto było przedstawione w pełnym trójwymiarze, a gracze mieli możliwość swobodnego obracania kamery i przybliżania detali[2][3][4].

Ważnym elementem rozgrywki była dbałość o szczegółowe zarządzanie przestrzenią miejską. Gracz musiał planować miejsca dla rezydencji, kin, sklepów, biur oraz budynków mieszkalnych, a także zapewniać infrastrukturę, taką jak stacje benzynowe, parki i posterunki policji. Kluczowym aspektem była również konieczność utrzymania zadowolenia mieszkańców poprzez zapewnienie im miejsc pracy oraz dostępu do rozrywki, jak bary czy centra rozrywkowe. Niezadowoleni simowie mogli opuścić miasto, co wpływało negatywnie na jego kondycję finansową.
Gra posiadała także mechanikę zarządzania opinią publiczną, która mogła reagować na różne decyzje gracza. Na przykład wybudowanie parku rozrywki mogło cieszyć jedną grupę mieszkańców, ale równocześnie spotkać się z protestami tych, którym zakłócał on nocny spokój. Gracz musiał balansować interesy różnych grup społecznych i radzić sobie z problemami, takimi jak zaśmiecone ulice, które mogły wpływać na rozwój lokalnego handlu. Jeśli gracz nie zarządzał miastem odpowiednio, miasteczko mogło przekształcić się w slumsy, co ostatecznie prowadziło do zakończenia gry.
Jednym z głównych założeń SimsVille było stworzenie dynamicznego środowiska, w którym simowie oddziałują na siebie nawzajem oraz na otaczające ich miasto. Gracz nie miał pełnej kontroli nad simami, ale mógł projektować rodziny oraz importować Simów stworzonych w The Sims. Interakcje między Simami oraz ich reakcje na otoczenie miały kształtować wygląd i funkcjonowanie całego miasta.

## Produkcja
Prace nad SimsVille rozpoczęły się na początku 1999 roku, a produkcję prowadził zespół odpowiedzialny za serię SimCity we współpracy z twórcami The Sims. Gra została zaprojektowana przez Claire Curtain i Roxy Wolosenko, współprojektantki The Sims. Minimalny wkład w grę mial również Will Wright, twórca całej serii The Sims. Koncept SimsVille zrodził się z wczesnych prac koncepcyjnych zespołu Maxis, który miał połączyć elementy zarządzania miastem z interakcjami codziennego życia mieszkańców, co miało być naturalnym rozwinięciem dotychczasowych gier studia. Gra powstawała przez ponad dwa lata, z planowaną premierą początkowo na 2001 rok, która później została przesunięta na początek 2002 roku. Opóźnienia wynikały z trudności w połączeniu mechanik symulacji życia i budowania miasta, oraz chwilowym zawieszeniem prac nad grą.
W maju 2001 roku, podczas targów E3, gra była prezentowana na stoiskach Electronic Arts, co wzbudziło zainteresowanie wśród prasy i graczy, którzy docenili postęp w produkcji gry. Jednakże we wrześniu tego samego roku, Maxis z powodu problemów z jakością rozgrywki zdecydowało się przerwać prace nad SimsVille, pomimo że produkcja gry była już na bardzo zaawansowanym poziomie. Dyrektor marketingu Maxis, Patrick Buechner argumentował porzucenie prijektu „niespełnieniem przez projekt SimsVille wygórowanych standardów jakościowych”. Gra dodatkowo miała stawać się mniej angażująca dla gracza po ukończeniu miasta. Zasoby deweloperskie zostały przeniesione na inne projekty, takie jak The Sims Online oraz SimCity 4.

## Znaczenie
Pomimo anulowania projektu, SimsVille wywarło znaczący wpływ na rozwój innych gier Maxis. Koncepcje związane z życiem społecznym simów oraz ich interakcją z otoczeniem zostały zaimplementowane w dodatkach do The Sims, w szczególności w The Sims: Randka, który wprowadził otwarty świat i możliwość opuszczania domów przez simów. Również SimCity 4 z 2003 roku zaczerpnęło pewne elementy z SimsVille, takie jak interakcje między simami a miastem.
W późniejszych latach gra SimCity: Społeczności z 2007 roku próbowała nawiązać do koncepcji SimsVille, próbując wprowadzić innowacje w formułę budowania miast i symulacji społecznych. Mimo anulowania, SimsVille gra pozostała zapamiętana jako ambitny, ale niespełniony projekt, który wpłynął na dalszy rozwój gier studia Maxis.